# Francisco O'Neill
Francisco José O’Neill da Silva Marques (Lisboa, 22 de outubro de 1971) é um jurista e político português. Atualmente, desempenha as funções de deputado à Assembleia Municipal de Oeiras, eleito nas eleições de 2021. É casado e pai de 6 filhos. 

## Carreira política
Foi eleito deputado pelo CHEGA nas eleições autárquicas de 2021, integrando a Assembleia Municipal de Oeiras. Na legislatura de 2021-2025 esteve presente em 5 comissões permanentes: Comissão dos Direitos Humanos, Sociais, Cidadania e Cooperação Descentralizada, Comissão do Processo Deliberativo e Assuntos Jurídicos, Comissão do Ambiente, Ordenamento do Território e Património, Comissão de Economia, Finanças e Setor Empresarial Local e Comissão de Educação, Cultura, Desporto e Juventude.
Em julho de 2022, Francisco O’Neill foi alvo de uma agressão à porta da sua residência, tendo sido atacado por um grupo de indivíduos que o insultaram por pertencer ao CHEGA. O político sofreu ferimentos que obrigaram à sua hospitalização no Hospital de São Francisco Xavier. A Polícia de Segurança Pública esteve no local e registou a ocorrência.
O líder do partido CHEGA, André Ventura, condenou publicamente a agressão, considerando o ataque como um ato político grave, afirmando: “É impensável que, numa democracia, alguém seja agredido devido às suas escolhas políticas.”

## Resultados eleitorais

### Eleições Autárquicas
| Data | Partido     | Partido | Círculo eleitoral | Posição     | CI. | Votos         | %             | +/-  | Status | Notas |
| ---- | ----------- | ------- | ----------------- | ----------- | --- | ------------- | ------------- | ---- | ------ | ----- |
| 2021 |             | CHEGA   | Oeiras            | 1.º (em 33) | 7.º | 3 156         | 4,14 / 100,00 | Novo | Eleito | [ 5 ] |
| 2025 | 1.º (em 33) | CHEGA   | Oeiras            |             |     | 0,00 / 100,00 |               |      |        |       |